# Concerto cho violin (Sibelius)
Concerto cho vĩ cầm cung Rê thứ, Op. 47, được viết bởi nhà soạn nhạc Jean Sibelius vào năm 1904, và được hiệu đính vào năm 1905. Đây là bản concerto duy nhất mà ông sáng tác và cũng là là một bản giao hưởng trong phạm vi violin độc tấu với tất cả các phần của dàn nhạc là những giọng bằng nhau. Trong bản nhạc có một phần cadenza mở rộng cho nghệ sĩ độc tấu đảm nhận vai trò của phần phát triển giai điệu trong chương nhạc đầu tiên.

## Lịch sử
Sibelius ban đầu dành tặng bản concerto này cho nghệ sĩ vĩ cầm nổi tiếng Willy Burmester, người đã hứa sẽ chơi bản nhạc ở Berlin. Tuy nhiên vì lý do tài chính, Sibelius quyết định biểu diễn lần đầu ở Helsinki, và vì Burmester không có mặt để đi đến Phần Lan, Sibelius đã hợp tác với Victor Nováček (1873–1914), một nhà sư phạm vĩ cầm người Hungary gốc Séc, người sau đó đang giảng dạy tại Học viện Âm nhạc Helsinki (nay là Học viện Sibelius) làm người độc tấu.
Lần đầu tiên của buổi hòa nhạc được biểu diễn vào ngày 8 tháng 2 năm 1904, với sự chỉ huy của Sibelius. Ông gần như không hoàn thành công việc trong thời gian tác phẩm ra mắt, khiến Nováček có ít thời gian để chuẩn bị, và tác phẩm khó đến mức sẽ phải thử thách rất nhiều ngay cả một người chơi có kỹ năng cao. Với những yếu tố này, thật không khôn ngoan khi Sibelius chọn Nováček, khi ông là một giáo viên chứ không phải là một nghệ sĩ độc tấu được công nhận, và không có gì ngạc nhiên khi buổi ra tác phẩm lần đầu mắt này là một thảm họa. Tuy nhiên, Nováček không hẳn là một nghệ sĩ kém cỏi mà ông đôi khi bị mô tả như vậy. Ông là nghệ sĩ vĩ cầm đầu tiên được Martin Wegelius thuê giảng dạy cho Viện Helsinki, và vào năm 1910, ông tham gia buổi ra mắt bộ tứ tấu đàn dây của Sibelius.
Sibelius từ chối xuất bản phiên bản ra mắt này và dần sửa đổi bản nhạc đáng kể. Ông đã xóa nhiều đoạn mà mình cảm thấy không có tác dụng. Phiên bản mới được công diễn vào ngày 19 tháng 10 năm 1905 với Richard Strauss chỉ huy cùng vơi Dàn nhạc Tòa án Berlin. Sibelius không tham dự. Willy Burmester một lần nữa được yêu cầu trở thành nghệ sĩ độc tấu, nhưng ông ấy lại không có mặt, vì vậy buổi biểu diễn tiếp tục với chỉ huy của dàn nhạc Karel Halíř đảm nhận vị trí của nghệ sĩ độc tấu.
Burmester cảm thấy bị xúc phạm đến mức từ chối chơi bản hòa tấu này, và Sibelius đã dành tặng lại nó cho một "thần đồng" người Hungary, Ferenc von Vecsey, lúc đó chỉ mới 12 tuổi. Vecsey đã thành công biểu diễn tác phẩm khi lần đầu tiên bikuhi mới 13 tuổi, mặc dù cậu không thể đáp ứng đầy đủ các yêu cầu kỹ thuật đặc biệt của tác phẩm.
Phiên bản đầu tiên này được chú ý là đòi hỏi nhiều hơn về các kỹ thuật nâng cao của nghệ sĩ độc tấu. Nó không được biết đến rộng rãi đối với thế giới cho đến năm 1991, khi những người thừa kế của Sibelius cho phép một buổi biểu diễn trực tiếp và một bản thu âm trên hãng thu âm BIS, cả hai đều do Leonidas Kavakos độc tấu và Osmo Vänskä chỉ huy. Phiên bản sửa đổi vẫn yêu cầu trình độ kỹ thuật cao của nghệ sĩ độc tấu. Bản gốc dài hơn bản sửa đổi một chút, bao gồm các chủ đề không tồn tại sau bản sửa đổi. Một số phần nhất định, như phần đầu, hầu hết chương thứ ba và các phần của chương thứ hai không thay đổi chút nào. Phần cadenza trong chương đầu tiên giống hệt như phần violin.
Hiện đã cho phép một số ít dàn nhạc và nghệ sĩ độc tấu biểu diễn phiên bản gốc trước công chúng. Buổi ra mắt ở Nam bán cầu, chỉ có buổi biểu diễn công khai thứ ba, được biểu diễn vào ngày 28 tháng 11 năm 2015, bởi Maxim Vengerov với Dàn nhạc Giao hưởng Queensland dưới sự chỉ huy của nhạc trưởng Nicholas Carter.

## Âm nhạc
Đây là bản concerto duy nhất mà Sibelius đã viết, mặc dù ông đã sáng tác một số tác phẩm khác ở quy mô nhỏ hơn cho nhạc cụ độc tấu và dàn nhạc, bao gồm sáu bản Humoresque cho violin và dàn nhạc.
Một đặc điểm đáng chú ý của tác phẩm là cách mà một cadenza mở rộng cho nghệ sĩ độc tấu đảm nhận vai trò của phần phát triển trong chương đầu tiên lại là hình thức sonata. Donald Tovey đã mô tả chương cuối cùng là "sự phân chia đối với gấu Bắc Cực". Tuy nhiên, ông không có ý định xúc phạm tác phẩm, vì ông tiếp tục: "Trong các hình thức concerto dễ dàng hơn rời rạc hơn do Mendelssohn và Schumann sáng tác, tôi chưa gặp một tác phẩm nguyên bản hơn, tuyệt vời hơn và thú vị hơn bản concerto cho violin của Sibelius".
Phần lớn tác phẩm lớn viết cho violin là hoàn toàn điêu luyện, nhưng ngay cả những đoạn rực rỡ nhất để chứng tỏ sự điêu luyện cũng vẫn xen kẽ với giai điệu của dàn nhạc. Bản concerto này nói chung là trong phạm vi giao hưởng thì hoàn toàn khác với các phần đệm nhẹ hơn, "nhịp nhàng" của nhiều bản hòa tấu khác. Violin độc tấu và tất cả các phần của dàn nhạc có vai trò nhau trong bản nhạc.

### Các nhạc cụ
Concerto được viết cho violin độc tấu, 2 flutes, 2 oboes, 2 clarinets, 2 bassoons, 4 horns, 2 trumpets, 3 trombones, timpani và dàn nhạc dây.

### Các chương nhạc
Giống như hầu hết các bản concerto, tác phẩm có ba chương:
1. Allegro moderato (với nhiều thay đổi nhịp độ xuyên suốt) tại Rê thứ, chủ yếu là nhịp 2
2, với một số phần thuộc nhịp 6
4 và 4
4
2. Adagio di molto tại Si giáng trưởng và nhịp 4
4
3. Allegro, ma non tanto tại Rê trưởng nhịp 3
4